# Christie Ade Ajayi
Christie Ade Ajayi (sinh năm 1930) là một chuyên gia giáo dục mầm non người Nigeria. Bà là tác giả của nhiều cuốn sách tiếng Anh dành cho trẻ em nhỏ, với nội dung liên quan đến bối cảnh Nigeria. Cũng là người có thâm niên giảng dạy, bà đã tích cực trong một số tổ chức về trẻ em và giáo dục.

## Tiểu sử
Sinh ra Christie Aduke Martins vào ngày 13 tháng 3 năm 1930 tại Ile Oluji, bang Ondo, Christie Ade Ajayi (Ade-Ajayi), bà đã học tại Trường nữ sinh Kudeti ở Ibadan (nay là Trường St. Anne's) và học đại học tại United Missionary College, Ibadan về chuyên ngành đào tạo về giáo viên. Cô cũng học tại Học viện Froebel, Luân Đôn và sau đó tại Học viện Giáo dục nơi cô nhận bằng Cao đẳng Phát triển Trẻ em năm 1958. Từ năm 1952 đến 1978, cô dạy ở nhiều ngôi trường khác nhau của Nigeria và một ở Luân Đôn, cô trở thành hiệu trưởng, và cũng đã theo học tại Đại học bang San Jose, California, nơi cô nhận Bằng tốt nghiệp Quản trị và Lãnh đạo Trường tiểu học năm 1971. Cô kết hôn với J. F. Ade Ajayi vào năm 1956 và có năm người con. Một người bạn đã mô tả cô là người có "bản tính hướng ngoại" trong một "ngôi nhà hiếu khách".

## Sách
Kinh nghiệm trong những năm tháng bước chân vào giảng dạy, đã tạo cho Ade Ajayi một mối quan tâm đặc biệt đến "nhu cầu học tập của trẻ em Nigeria". Cô khuyến khích những trẻ mẫu giáo và người mới bắt đầu tập đọc bằng việc cung cấp những cuốn sách phù hợp với lứa tuổi và văn hóa. Trong khi thưởng thức những câu chuyện và hình ảnh về các nhân vật Tây Phi, họ có thể mở rộng vốn từ vựng và phát triển kỹ năng đọc.
Một số cuốn sách của cô:
- Ade, our naughty little brother, Ibadan: Onibonoje, 1974
- The old story-teller, Ibadan: Onibonoje, 1975 (inspired by Yoruba folktales)
- Akin goes to school, with Michael Crowder, African Universities Press; J. Murray 1978
- Ali's bicycle, Ibadan: Macmillan, 1982
- Emeka's dog, Ibadan: Macmillan, 1982
- The book of animal riddles, Ibadan: Macmillan, 1982
- Pictionary, Longman 1986
- Which Way, Amina?, Macmillan Nigeria Publishers Ltd, 2001
- The Big Yellow House, West African Book Publishers Limited, 2004[8][9]